# Congrès universel d'espéranto de 1957
Pour un article plus général, voir Congrès universel d'espéranto.
 (décembre 2024).
Le congrès universel d’espéranto de 1957 est le 42e congrès universel d’espéranto, organisé en août 1957, à Marseille en France.